# ゲイ向け風俗店
ゲイ向け風俗店（ゲイむけふうぞくてん）とは、男性同性愛者向けの男娼が性的サービスする風俗店のことをいう。通称売り専(ウリセン)。
一部の店は異性愛女性も利用出来るものの、基本的には男性が男性に性的サービスを行う店である。有料発展場も性産業の一つだが、ここでは店舗従業員の（売り専）ボーイを客が指名するタイプの業態について記述する。

## 概要

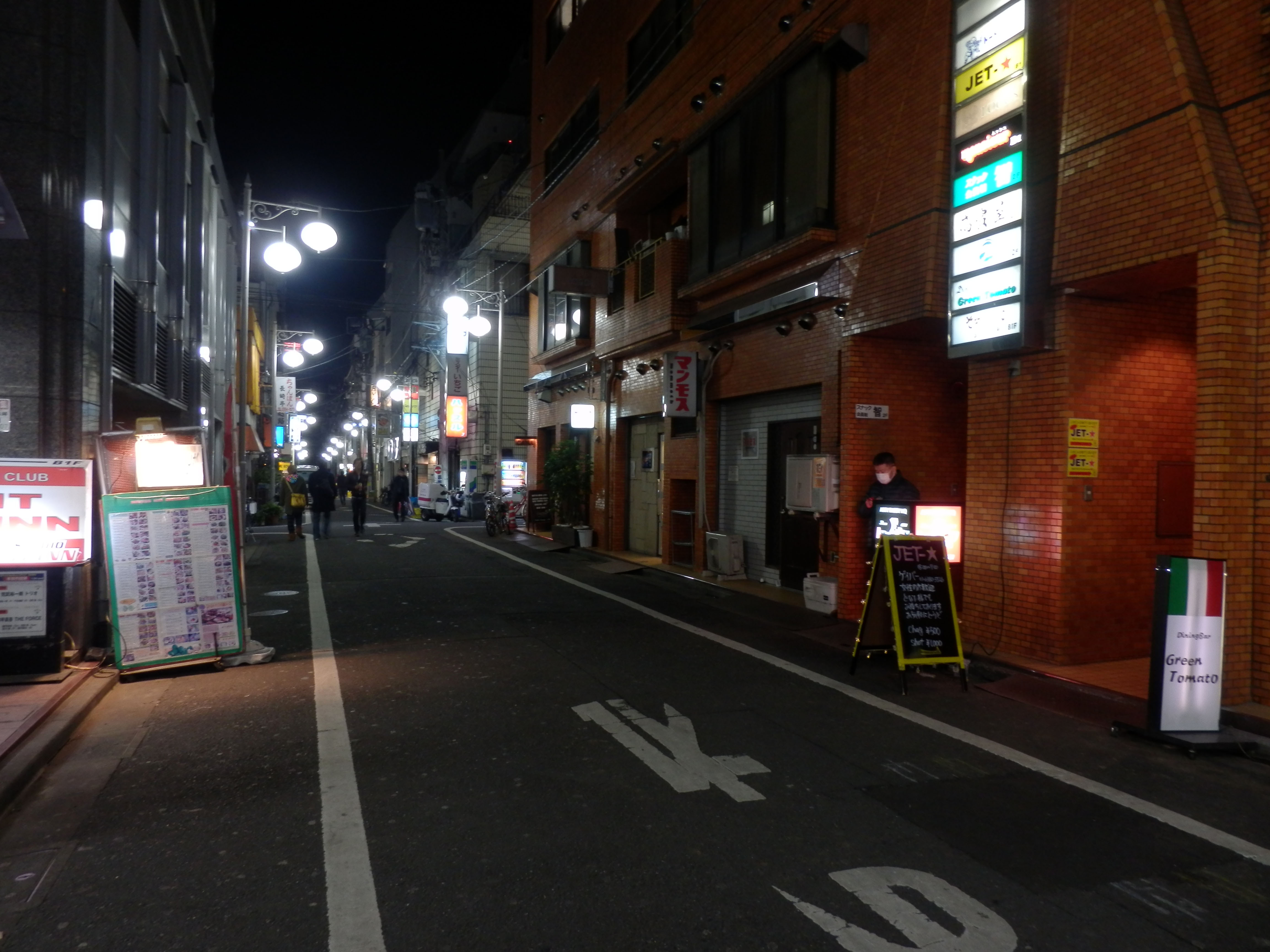
ゲイ風俗が密集する新宿二丁目（東京都新宿区新宿）

サービスを行う男性従業員は、売り専ボーイ、またはボーイ（男娼）、ホストなどと呼ばれる。かつては異性愛者の男性（ノンケ）が、金銭のために従事していること（英：Gay for pay）が多かったので、「売り専門で、その気はない」という意味でそう呼ばれるようになった。但し比較的近年からは同性愛者（ゲイ）や両性愛者（バイセクシュアル）のボーイが多くなっている。
サービスは手コキやフェラチオが中心となるが、アナルセックスもボーイや店により可能な場合もある。売り専の多くは東京の新宿二丁目や大阪の堂山町など、全国のゲイ・タウンなどに立地している。

## 歴史
歴史的には、江戸時代の元禄年間に陰間茶屋が登場し、そこでは陰間と呼ばれる少年（女装少年と女装しない少年の両方がいた）たちが男色を売っていた。
戦後の1950年代頃のゲイバーはボーイを置いた、今でいう売り専のようなところが多かった。「オトコノコノためのボーイフレンド」（1986年・少年社）によると、1950年代頃の歌舞伎町・ゴールデン街のゲイバーで気に入ったボーイと店の2階でプレイできるシステムがあった辺りから始まり、1960年代後半くらいから二丁目に組織的な売り専ができ始めたといわれる。別の資料では、1956年にはあった新宿角筈の「夜曲」にもボーイと遊べるシステムがあり、同時期の浅草「玉辰」にも店の2階でボーイや客とプレイできるシステムがあった（売り専1号店は何処かは未検証）。因みに、1961年5月16日号の『週刊特集実話NEWS』に「怪しい魅力 美少年クラブの歪んだセックス」という記事が載っており、その頃の夕刊紙に既に、「紳士と美少年のオアシス」「美少年ボーイ多数」「◯◯円でヌードモデルが出張します」などと銘打った新宿などのゲイバーの広告が載っていた。その中には「アドニス」（歌舞伎町）、「ノエル」（池袋西口）、「白菊」（2丁目）、「ミキ」、「トニー」、「明治」（三光町）などがあった。

## 様々な業態
1980年代初頭までは、売り専バーというようにバーと一体化していて、店内のボーイを連れ出す形式の店がほとんどだった。それが東京や大阪では、1980年代初頭頃から「ボーイズ・マッサージ」と呼ばれる形態の店ができ始めた。またいつから始まったかは未検証だが、80年代には出張専門店も多くなっていた（出張専門店でも個室を用意しているところがある）。1990年代は売り専バーが主流であったが、出張専門店も急激に数を増やし、個室/待機ルーム型のマッサージ系もいくらか増えていった。2012年時点では、売り専バーが勢いを失い、マンション形式の店舗や出張専門店が主流になりつつある。全国の大都市の多くに同様のシステムの店がある。以下に詳細を記述する。

### 店舗型

#### 売り専バー（バー形式）
売り専バーと呼ばれ、略して「ウリ専」ともいう。かつて売り専といえば売り専バーを指していたが、近年はインターネットの隆盛などで2丁目自体が衰退傾向にあるのに伴って減少傾向にある。店内でボーイを指名し店外デートをするシステムが主流であるが、店によってはカーテンで仕切られた客席で1対1の性行為が可能なところもある。
システム
一般的な売り専バーはワンドリンク制で、カウンターの中に並んだボーイを指名したり、BOX席でお気に入りのボーイ数人を囲んで話すなどしてから、外出してホテルや自宅などに連れ出す。料金は店や指名時間によっても異なるが、2時間で2万円ほど。

#### マッサージ系（個室形式）
かつては売り専バーに対し、「ボーイズマッサージ」又は「マッサージ」と呼ばれた。雑居ビルなどの一室が狭い個室に区切られていて、マジックミラー越しの待機ルームからボーイを選び、シャワー室で身体を洗った後、その個室で性的サービスを提供するシステムだ。自宅やホテルなどへの外出も可能である。
1980年代の前半頃できたと言われ、1985年5月号のゲイ雑誌「さぶ」には4店舗の広告が出ている。90年代半ば頃までの東京では、2丁目に元ゲイバーなどだった店舗を改造した店が3-4店舗あるだけだったが、その後、他のエリアやマンションの一室でも店が開かれるようになった。しかし近年は老舗マッサージ店の殆どは閉店している。

### 出張専門
1号店がいつ開店したかは未検証だが、「さぶ」の1985年5月号には「運動部」、「男子寮」など数店舗の出張専門の広告が出ている。1990年代以降に全国に急激に増えていった。
マンションの一室に事務所を置いていることが多く、マネージャーが客からの指名をメールや電話で受け、ボーイを派遣する。ボーイは指名が入ると指定の場所に向かう。業者により事務所の一室や別のマンションに専用の個室を用意しているところもある（個室ホスト）。インターネットが普及する前は、ボーイの顔はネットで確認できなかったため、電話で指名する場合は店側から口頭で説明を受けるだけだったが、近年はインターネットのボーイ紹介ページや事務所に置かれたアルバムを直接見てボーイを指名するようになっている。ボーイやホストと会った後だと、キャンセルするにはキャンセル料が取られる店もある。なお出張ホストと言えば女性向けのデリヘルに該当するが、派遣されるのが男性である点は同じであり男性向けの場合も出張ホストとも言うことがある。

### 個人営業
ホストが一人で自宅などで営業している業態のこと。出張も受け付けているところもある。1号店がいつできたかは未検証であるが、「さぶ」の1985年5月号には数店舗の個人営業のマッサージ店の広告が出ている。短髪でマッチョな男性が自宅を改装したりして、オイルマッサージなどを行う店がある。

## 法律上の位置づけ
風営法における性風俗関連特殊営業のうち風俗営業2号営業などとして届け出ていることもあるが、バー形式の店では深夜における酒類提供飲食店営業の届け出で営業していることが多く、すなわちメンズキャバクラやバーと同様の建前であることが多い。なお男性同士のため売春防止法は適用外である。

## 書籍・映画
ゲイ風俗店（売り専）を描いたり、登場する書籍や映画はいくつか存在する。日本国内では比留間久夫が1989年に文藝賞を受賞した「YES・YES・YES」が有名である。別冊宝島124「SEXというお仕事〜ボクが売春夫になった理由〜」、『新宿二丁目ウリセン物語』（河出書房新社）などでも売り専について書かれている。映画では「二十才の微熱」で売り専が描かれ、眠らない街〜新宿鮫〜には発展場が登場した。ドラマ「同窓会」でも売り専が描かれた。
外国作品では香港映画の「美少年の恋」、「マイ・プライベート・アイダホ」、「クルージング」などにゲイ風俗店が登場する。

### 作品一覧
- 「YES・YES・YES」（比留間久夫）
- 別冊宝島124「SEXというお仕事〜ボクが売春夫になった理由〜」
- 『新宿二丁目ウリセン物語』（河出書房新社）ISBN 4-309-01663-4
- 同窓会
- 眠らない街 新宿鮫
- 二十才の微熱
- 美少年の恋
- マイ・プライベート・アイダホ
- 理邂
- 性の用語集(井上章一・関西性欲研究会編・講談社現代新書)
- ブスの開き直り（2004年9月,北原みのり,新水社）